# Teoria spektralna
Teoria spektralna, analiza spektralna – dział analizy funkcjonalnej zajmujący się badaniem spektrum (widma) operatorów liniowych.
Teoria ta jest stosowana przy rozwiązywaniu cząstkowych równań różniczkowych (np. równania Schrödingera), ponieważ stanowi uogólnienie na dowolny wymiar teorii wartości i wektorów własnych operatorów w przestrzeniach o skończonym wymiarze.